# Air Libya
Air Libya ist eine libysche Fluggesellschaft mit Sitz in Bengasi und Basis auf dem Flughafen Bengasi.

## Geschichte
Air Libya wurde 1996 unter dem Namen Tibesti Air Libya gegründet und hatte ihren Sitz anfangs in Tripolis.
Die Fluggesellschaft unterliegt einem Betriebsverbot in der Europäischen Union.

## Flugziele
Das Unternehmen führt hauptsächlich Charter- und Versorgungsflüge für Ölfelder durch. Zudem werden Linienflüge angeboten.

## Flotte

### Aktuelle Flotte
Mit Stand Februar 2024 besteht die Flotte der Air Libya aus sieben Flugzeugen mit einem Durchschnittsalter von 25,5 Jahren:
| Flugzeugtyp       | Anzahl | bestellt | Anmerkungen            | Sitzplätze | Durchschnittsalter (Februar 2024) |
| ----------------- | ------ | -------- | ---------------------- | ---------- | --------------------------------- |
| Avro RJ100        | 4      |          |                        | 92         | 24,7 Jahre                        |
| BAe 146-200       | 1      |          |                        | 92         | 36,6 Jahre                        |
| Bombardier CRJ100 | 1      |          | betrieben durch CemAir | 50         | 24,4 Jahre                        |
| Bombardier CRJ200 | 1      |          | betrieben durch CemAir | 50         | 18,9 Jahre                        |
| Gesamt            | 7      | -        |                        |            | 25,5 Jahre                        |

### Ehemalige Flugzeugtypen
- BAe 146-300
- Boeing 737-200
- Boeing 737-400
- Fokker 100